# Vía Verde de la Subbética
La Vía verde de la Subbética es una vía verde que discurre por el antiguo trazado del Tren del Aceite en la provincia de Córdoba (España), que formaba parte de la línea ferroviaria entre Jaén y Campo Real (Puente Genil). Recibe este nombre por bordear el parque natural de las Sierras Subbéticas. Su trazado discurre desde la antigua estación de Campo Real, a las afueras de Puente Genil hasta el límite provincial entre Jaén y Córdoba, en el puente del río Guadajoz que cruza el embalse de Vadomojón.
La Vía verde de la Subbética coincide con el Camino de Santiago Mozárabe a su paso por Lucena, Cabra y Doña Mencía.
En el año 2017 los responsables de los trayectos de vía verde por la provincia de Jaén, con el nombre de Vía verde del Aceite, y por la provincia de Córdoba, con el de Vía verde de la Subbética, se pusieron de acuerdo para unificar todo el recorrido del antiguo tren bajo una misma denominación.

## Historia del Tren del Aceite

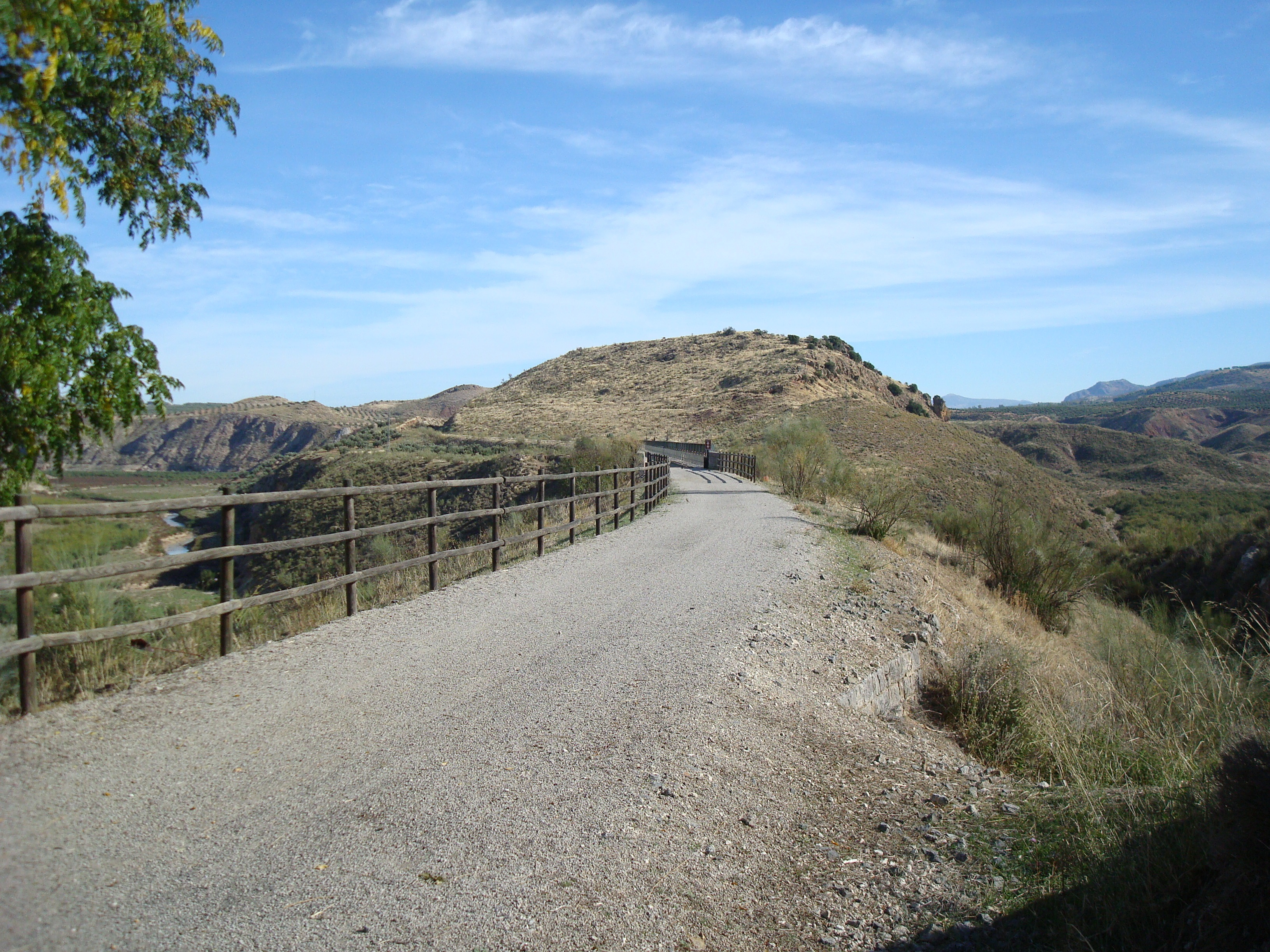
Vista de la Vía Verde.

La línea ferroviaria Jaén-Campo Real se aprobó por ley en 1873, comenzando sus obras en 1879 por parte de la Compañía de Ferrocarriles Andaluces en base al proyecto presentado en 1876 por el malagueño Jorge Loring, quien también fue impulsor de la Compañía del Ferrocarril de Córdoba a Málaga. En julio de 1881 se completó el tramo entre Espeluy y Jaén. La obra la dirigió el ingeniero Carlos Alexandre, encargándose al taller Daydé y Pile de Creil, Francia, la construcción de los viaductos metálicos y pontones.
En 1891 se completó el tramo cordobés, comprendido entre Puente Genil y Cabra, y en 1893 se completaba hasta Jaén, concluyendo así la línea ferroviaria que partía de Linares y pasaba por Jaén, Torredelcampo, Torredonjimeno, Martos, Vado-Jaén, Alcaudete, Cabra, Lucena, y continuando hasta Campo Real. 
Con esta línea completada se daba salida al Puerto de Málaga a la metalurgia pesada de Linares y a los productos alimentarios de las provincias de Córdoba y Jaén, principalmente aceite, ya que son dos provincias donde abunda el olivo y por ello recibió el popular nombre del Tren del Aceite.
La decadencia económica de España en las primeras décadas del siglo XX hizo que el estado interviniera el ferrocarril en 1936, dada la situación financiera de la empresa ferroviaria. Durante la Guerra Civil la línea sirvió de alternativa a la bombardeada Espeluy-Sevilla, perdiendo importancia al terminar la Guerra. El 2 de julio de 1969, dada su precaria situación, RENFE realizó un estudio en el que planteaba el cierre del servicio de viajeros, la suspensión del servicio de mercancías y el desmantelamiento del tramo entre Torredonjimeno y Campo Real. La línea se clausuró definitivamente en 1984.

## Recuperación como Vía Verde

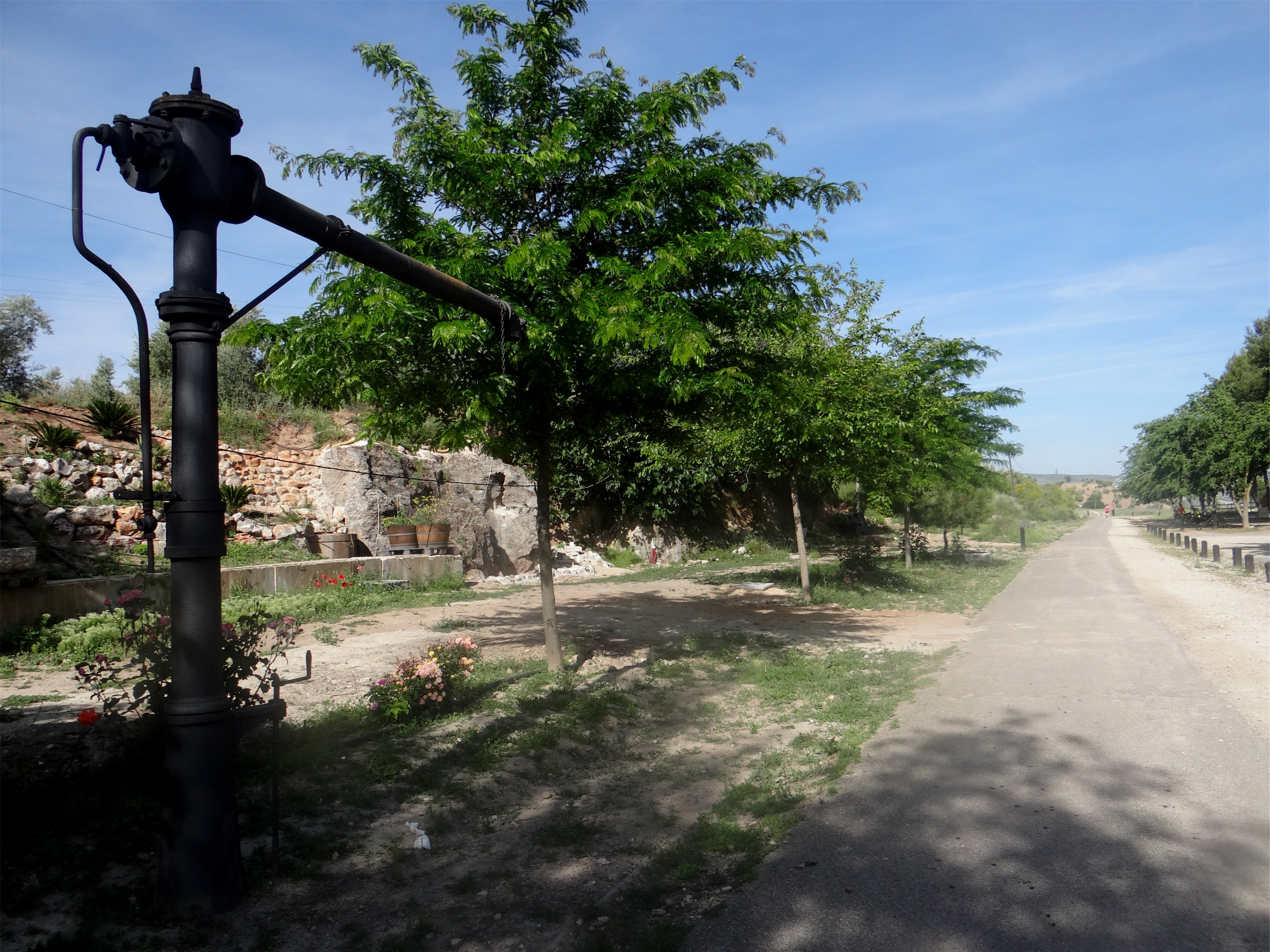
Estación de Luque, ideal para parar a comer en el restaurante.

En 1995, se puso en marcha el proyecto de recuperación del trazado ferroviario desmantelado como Vía Verde, concluyendo las obras e inaugurándose en 2001. Desde entonces, se han realizado una serie de mejoras en todo el tramo, especialmente entre Navas del Selpillar y Campo Real. Algunas antiguas estaciones en las que paraba el tren han sido restauradas, mientras que otras están abandonadas.
- Estación de Campo Real → solo quedan algunos carteles, aunque la zona ha mejorado en los últimos años.
- Estación de Navas del Selpillar → alberga el Centro Enogastronómico Olivino.[5]
- Estación de Lucena → alberga un restaurante y el Museo de la Automoción Antigua (cita previa).[6]
- Estación de Cabra → se está construyendo un albergue juvenil que dé servicio a la Vía Verde y al Camino de Santiago Mozárabe.[7]
- Estación de Doña Mencía → alberga un restaurante.
- Estación de Zuheros → se conserva el edificio cerrado. Merece la pena hacer una visita a la cercana Cueva de los Murciélagos.
- Estación de Luque → alberga un restaurante.

Actualmente es un lugar al que acuden los ciudadanos de la comarca de la Subbética para relajarse y disfrutar de la naturaleza andando, en bicicleta o corriendo, por lo que encontraremos en el camino diferentes columpios para hacer deporte. También sobresale por sus increíbles vistas y panorámicas, como por ejemplo la Reserva Natural de la Laguna del Conde o Salobral, por lo que encontraremos diferentes miradores y áreas de descanso en los que se puede parar a descansar o comer.